# Landkreis Freiberg
Der Landkreis Freiberg war von 1994 bis 2008 ein Landkreis im Freistaat Sachsen. Sein Gebiet gehört heute zum Landkreis Mittelsachsen.

## Geografie

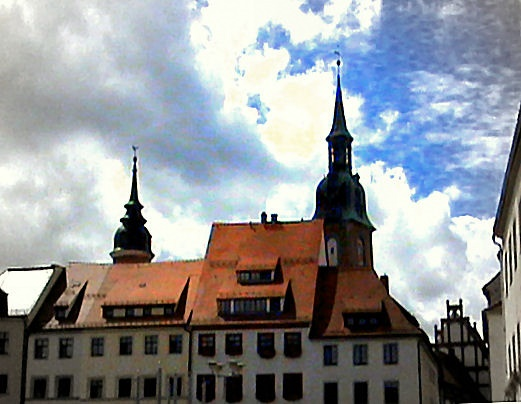

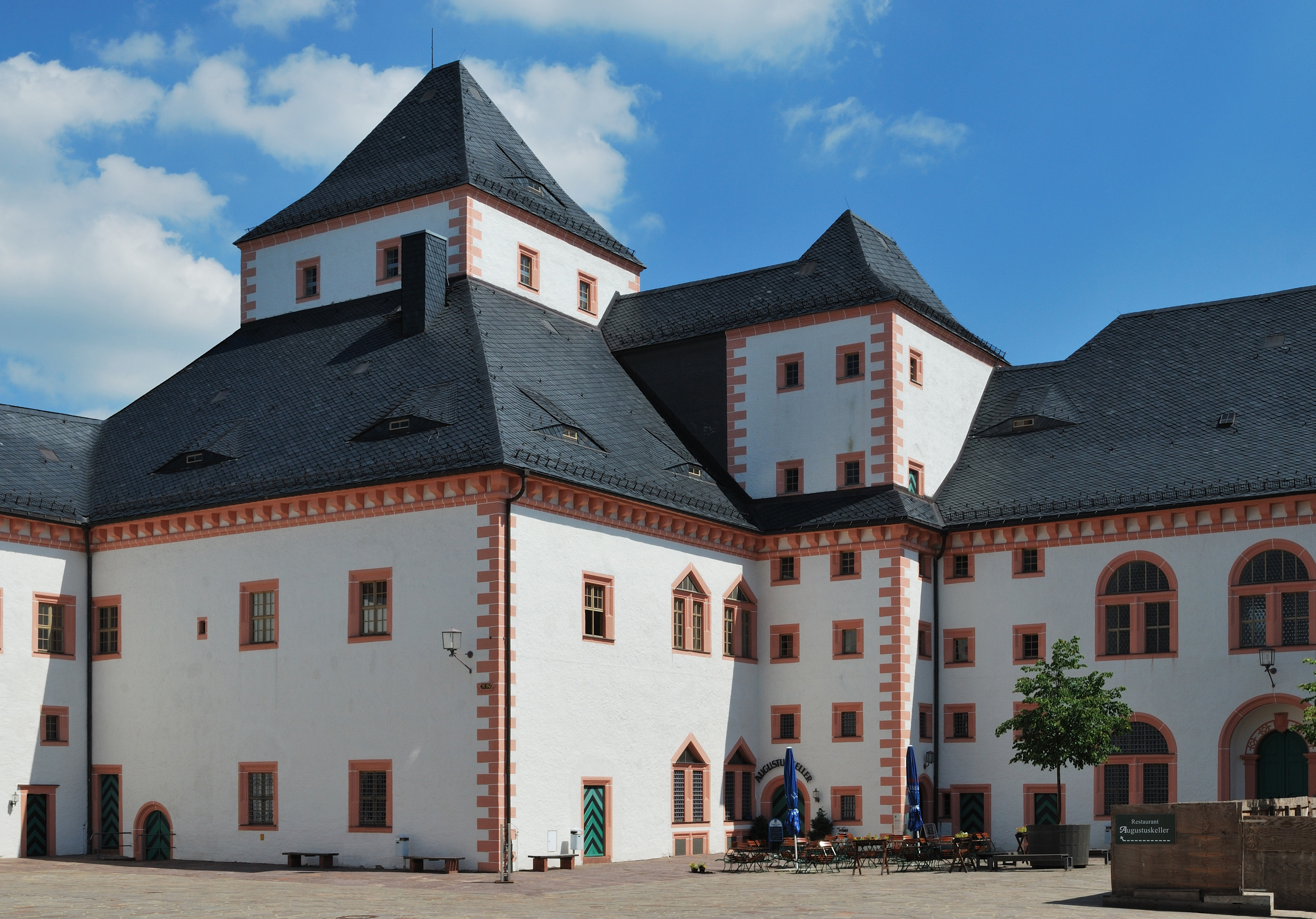

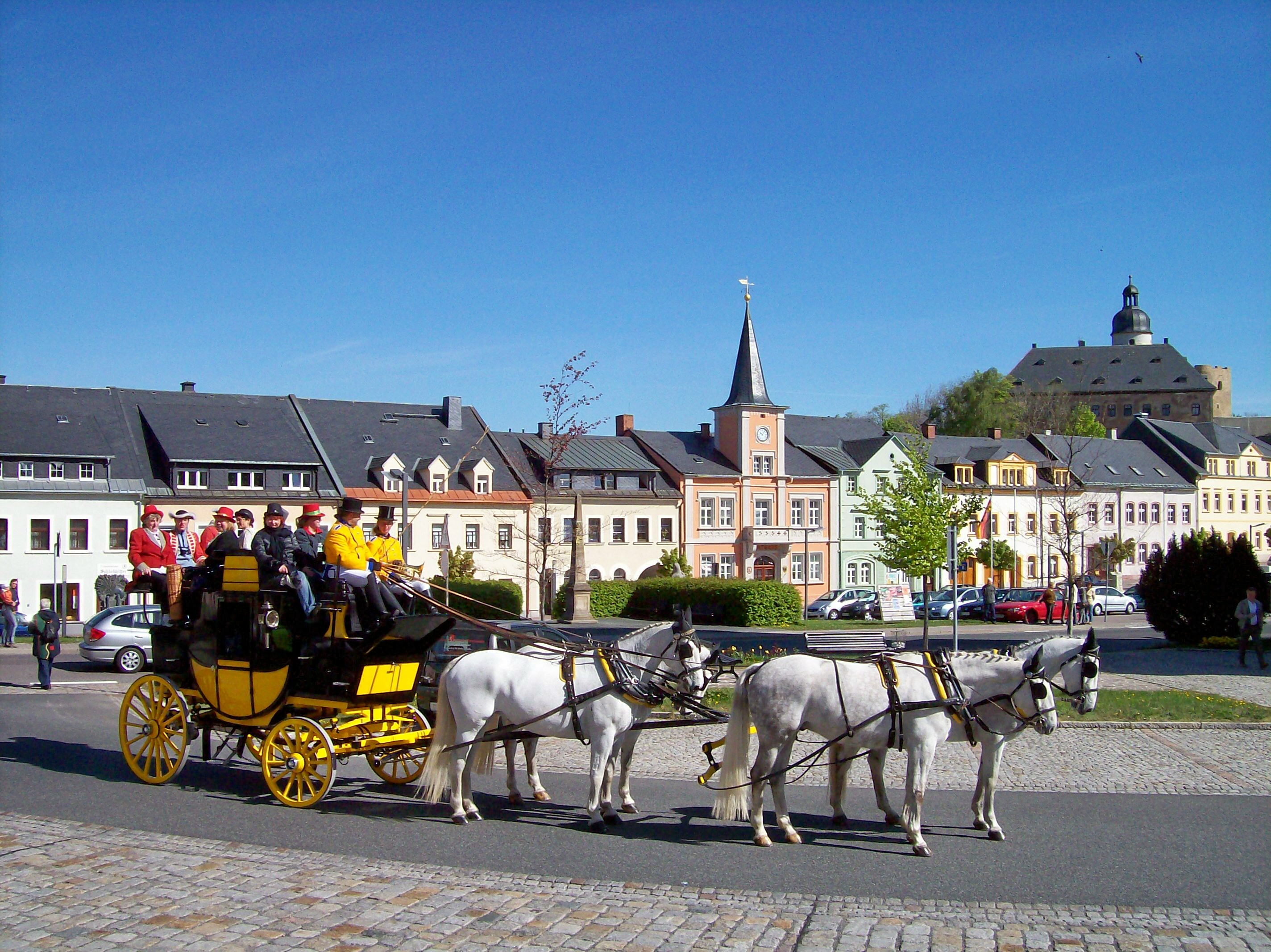

Der Landkreis reichte vom Mittelsächsischen Hügelland im Norden über einen schmalen Streifen des Erzgebirgsvorlands bis zu den Höhen des Osterzgebirges. Im Norden bildete die A 4 zum Teil die Grenze. Im Osten bildete unter anderem der Tharandter Wald mit seinem westlichen Rand, die Höhenrücken zwischen Colmnitzbach, Sohrbach, Bobritzsch und Gimmlitz die Grenze und nach Westen hin waren es zum Teil das Tal der Zschopau und der Flöha bzw. deren östliche Höhen. Nach Süden reichte der Landkreis bis an die Grenze zwischen Deutschland und Tschechien.
Nachbarkreise waren im Norden der Landkreis Meißen, im Osten der Weißeritzkreis, im Süden der tschechische Verwaltungsbezirk Aussig (Ústecký kraj), im Südwesten der Mittlere Erzgebirgskreis, im Westen die kreisfreie Stadt Chemnitz und im Nordwesten der Landkreis Mittweida.
Die Höhen der im nördlichen Teil leicht gewellten Hochfläche jedoch im südlichen Teil bewegteren Landschaft reichten von 227 m ü. NN (Tal der Freiberger Mulde bei Siebenlehn als tiefster Punkt) bis 837 m ü. NN  (Kohlberg bei Neuhausen im Erzgebirge als höchster Punkt).
Die wichtigsten Gewässer waren die Freiberger Mulde, die Zschopau, die Bobritzsch, die Große und die Kleine Striegis, die Gimmlitz, die Flöha, die Talsperre Rauschenbach und die Talsperre Lichtenberg. Die Flüsse, meist noch als Oberlauf oder Mittellauf, waren mit ihren windungsreichen und nach Norden hin stark ausgeprägten Kerb- und Kerbsohlentälern in das umliegende Gelände eingeschnitten. Somit stellten sie von je her bis in das 19. Jahrhundert hinein für die west-östlich verlaufenden Verkehrswege ernsthafte Hindernisse dar. Der Kreis hatte in seinem südlichen Teil Anteil am Naturpark Erzgebirge/Vogtland.
Bemerkenswert waren die auf den alten Erzgängen aufsitzenden Bergbauhalden, die so genannten Züge zwischen Halsbrücke, Freiberg und Brand-Erbisdorf. Kunstteiche und Kunstgräben um Freiberg, Brand-Erbisdorf und Großhartmannsdorf stellten mit ihrem Graben- und Röschensystem die Wasserversorgung und -entsorgung des Erzbergbaus jahrhundertelang sicher, darunter der Rothschönberger Stolln, der Brander und Freiberger Bergbau über die Triebisch zur Elbe hin entwässerte.
Kreisübergreifend war zu Beginn des 21. Jahrhunderts mit den Städten Nossen im Landkreis Meißen, Roßwein im Landkreis Döbeln, der neuen Stadt Großschirma, den Städten Freiberg und Brand-Erbisdorf eine Zone der Verstädterung tendenziell im Entstehen. Diese umfasste 2004 etwa 75.000 Einwohner.
Im Norden des Kreises war das Land, das sich an die Lösszone der Lommatzscher Pflege anschließt, von Ackerflächen, Wiesen und Wäldern bedeckt. Die geoökologische Grenze zwischen Hügelland und Bergland lag ungefähr auf der Linie Seifersdorf – Großschirma – Sand – Oberschaar – Herrndorf – Landberg im Tharandter Wald (Weißeritzkreis). Auf den steinigen Hochebenen wuchs überwiegend Fichtenwald, an den steilen Talhängen vorwiegend Laubwald. Je weiter man nach Süden kam, umso mehr nahm der Anteil der Ackerbauflächen ab, es dominierten Bergwiesen und ganz im Süden in Nähe der im Winter schneesicheren, rauen Kammlagen fand sich geschlossener Fichtenwald. Die Böden setzten sich im Norden aus Lößen und Lehmen und nach Süden hin mehr und mehr aus Verwitterungsböden zusammen.
Siehe auch: Liste der Landschaften in Sachsen, Liste der Gewässer in Sachsen, Liste von Bergen in Sachsen und Naturräume in Sachsen

## Geschichte
Der älteste Beleg menschlicher Aktivitäten war die Spitzhaue von Niederschöna, die in das Mesolithikum einzuordnen ist. Des Weiteren wurden in Hohentanne, Halsbach, Großschirma, Freiberg und Memmendorf steinerne Gerätschaften oder Bruchstücke derer aufgefunden, die dem Neolithikum zuzuordnen sind. Aufgefundene Axthämmer stammen aus der Bronzezeit und der frühen Eisenzeit. Belege für eine dauerhafte Besiedlung des Gebietes waren dies jedoch nicht, sondern man vermutete, dass all diese Funde auf Streifzüge, Wanderungen und Jagden zurückzuführen waren.
Im 1. Jahrhundert gehörte das Gebiet vermutlich zum Einflussbereich der Hermunduren, im 4. und 5. Jahrhundert zu dem der Thüringer und Silingen. Archäologische Zeugnisse aus dieser Zeit gab es nicht. Eine Besiedlung setzte im nördlichen Teil beziehungsweise in den dafür geeigneten, nicht von Hochwasser bedrohten und/oder vermoorten Flusstälern im 6. bis zum 8. Jahrhundert durch die westslawischen Daleminzier ein, die vor allem in die fruchtbaren Lößgebiete um Lommatzsch und Meißen einwanderten, die das besprochene Gebiet nur berühren. Ortsnamen wie Bobritzsch, Loßnitz, Großschirma, Kleinschirma und Flöha könnten dies belegen. Bis zum Beginn des hochmittelalterlichen Landesausbaus im späten 11. und vor allem im 12. Jahrhundert war das gesamte Gebiet mit dichtem Wald bestanden, der in den Schriftquellen meist als „böhmischer Wald“ oder „Die böhmischen Wälder“ erscheint.
Eine entscheidende Rolle für die weitere Geschichte spielte die Gründung des Klosters Altzella bei Nossen unmittelbar nördlich der Kreisgrenze. Belegt sind aus historischer Zeit die so genannte Frankenstraße, die im Rahmen der Ostkolonisation entstand und aus Franken beziehungsweise Thüringen durch Sachsen hindurch über die Elbe bei Dresden in die Oberlausitz, nach Schlesien und bis nach Krakau führte. Im 12. Jahrhundert wurde, von Altzella ausgehend, der Wald gerodet, was zur Anlage von Waldhufendörfern wie zum Beispiel Weißenborn/Erzgeb., führte. Es gab nicht mehr genau lokalisierbare Verbindungen (s. o.) aus dem Raum Halle und Leipzig nach Böhmen (Prag), die aber zum zufälligen Fund von gediegenem Silber 1168 bei dem damaligen Christiansdorf, einer Vorläufersiedlung von Freiberg, führten. Aus dieser Siedlung ging die so genannte Sächsstadt und das spätere Freiberg hervor.
Die Hussiteneinfälle in das Gebiet um Freiberg und in das Erzgebirge im Jahre 1430 (1429/30) werden mittlerweile bezweifelt. Der Erzgebirgschronist Christian Lehmann (1611–1688) beschreibt diese Geschehnisse u. a. folgendermaßen: „Um Michaelis fielen die Hussiten mit einem Mächtigen reuberischen Hauffen ein, verheereten die gantze Gegend mit Mord, raub und brandt und schaften den raub uber das gebirg. … Die Dörfer, Schlösser und Flecken, die am Paß liegen, sind von ihnen gäntzlich ruiniert worden.“ Und weiter: „In Zschopau und Scharfenstein haben sich die Leute mit ihrem Vieh und Mobilien salviret, (so daß die Hussiten) nicht viel anhaben können, doch haben sie, was sie in ledigen Flecken und Dörfern angetroffen, alles vollends verwüstet.“ Viele Leute in unserer Gegend seien „ausgeplündert und niedergemacht worden, mit Feuer und Schwert verderbt, daß viele Dörfer öde blieben und den Nahmen verlohren, dargegen die Felder verbuschten und mit Holz bewuchsen.“

### Verwaltungsgeschichte
Territorialer Vorläufer war die Amtshauptmannschaft Freiberg, die 1938 in Landkreis Freiberg umbenannt wurde.
Bei der DDR-Kreisreform 1952 wurde dieser Landkreis neugeordnet und in die Kreise Freiberg und Brand-Erbisdorf aufgeteilt.
Am 1. August 1994 wurden im Rahmen der 1. Sächsischen Kreisgebietsreform die Kreise Brand-Erbisdorf und Flöha mit dem Kreis Freiberg zum Landkreis Freiberg vereint.
Folgende Gemeinden trugen zur Bildung des Landkreises Freiberg bei (Städte kursiv):
- 10 Gemeinden vom Ldkrs. Brand-Erbisdorf:

Brand-Erbisdorf,  Dorfchemnitz b. Sayda, Frauenstein, Großhartmannsdorf, Langenau, Lichtenberg/Erzgeb., Mulda/Sa., Neuhausen/Erzgeb., Rechenberg-Bienenmühle und Sayda.
- 17 Gemeinden vom Ldkrs. Flöha:

Augustusburg,  Braunsdorf, Breitenau, Eppendorf, Erdmannsdorf, Falkenau, Flöha, Frankenstein, Gahlenz, Großwaltersdorf, Grünberg, Hennersdorf, Kleinhartmannsdorf, Leubsdorf, Lichtenwalde, Niederwiesa und Oederan.
- 12 Gemeinden vom Ldkrs. Freiberg:

Bobritzsch, Bräunsdorf-Langhennersdorf, Freiberg, Großschirma, Halsbrücke, Hilbersdorf, Niederschöna, Oberschöna, Reichenbach b. Siebenlehn, Reinsberg, Siebenlehn und Weißenborn/Erzgeb.
- 2 Gemeinden vom Kreis Marienberg:

Neuhausen und Niedersaida
Durch Gemeindegebietsänderungen wurden diese 39 Gemeinden auf 25 bei Auflösung des Kreises Freiberg verringert:
- 1. Juli 1995 Eingliederung von Braunsdorf in die Gde. Niederwiesa
- 1. Oktober 1995 Eingliederung von Grünberg in die Stadt Augustusburg
- 1. Oktober 1995 Eingliederung von Kleinhartmannsdorf in die Gde. Eppendorf
- 1. Januar 1997 Eingliederung von Breitenau in die Stadt Oederan
- 1. Januar 1997 Eingliederung von Bräunsdorf-Langhennersdorf in die Gde. Oberschöna
- 1. Januar 1998 Eingliederung von Großwaltersdorf in die Gde. Eppendorf
- 1. Januar 1999 Zusammenschluss von Augustusburg, Stadt, Erdmannsdorf und Hennersdorf zur Stadt Augustusburg
- 1. Januar 1999 Eingliederung von Reichenbach b. Siebenlehn in die Gde. Großschirma
- 1. April 2002 Eingliederung von Langenau in die Stadt Brand-Erbisdorf
- 1. September 2003 Eingliederung der Stadt Siebenlehn in die Gde. Großschirma
  - bei gleichzeitiger Verleihung des Stadtrechts für Großschirma
- 1. Januar 2006 Eingliederung von Niederschöna in die Gde. Halsbrücke
- 1. Januar 2007 Eingliederung von Gahlenz in die Stadt Oederan

Durch die Umsetzung der Kreisreform in Sachsen erfolgte mit Wirkung zum 1. August 2008 eine Fusion des Landkreises Freiberg mit den Kreisen Döbeln (13 Gemeinden) und Mittweida (23 Gemeinden) zum Landkreis Mittelsachsen mit insgesamt 61 Gemeinden.

## Wirtschaft und Infrastruktur

### Wirtschaft
Der Landkreis zählt zur Euroregion Erzgebirge/Krušnohoří. In der Region dominierte über 800 Jahre der Freiberger Silberbergbau. Später wurden andere Erze wie Blei-, Nickel-, Eisen-, Kupfer- und Zinnerze gefördert und in den Standorten Freiberg, Muldenhütten und Halsbrücke, wo neben Silber auch Gold, Platin und andere Edelmetalle aufbereitet wurden, verhüttet. Dies führte bereits im 18. und 19. Jahrhundert zu ökologischen Problemen, die Ende des 20. Jahrhunderts kulminierten, zuletzt aber durch moderne Reinigungsverfahren von Rauchgas und Abwasser und durch die fast vollständige Einstellung dieses Industriezweiges nach 1990 keine Rolle mehr spielten. Innerhalb kürzester Zeit konnte sich die Natur selbst regenerieren. Bereits seit frühester Zeit der Industrialisierung dieses Gebietes, die bis zum Ausgang des Mittelalters mit der Einführung frühkapitalistischer Produktionsformen zurückreicht, war eine Art Clusterbildung zu verzeichnen. Bergbau und Hüttenwesen zogen Handel und die nachfolgenden Gewerke und Industrien wie Köhlerei, Holzverarbeitung, Textil- und Lederherstellung, Maschinenbau und metallverarbeitende Industrie oder Wasserwirtschaft an und gingen untereinander enge Verflechtungen ein. Spätestens ab dem 18. Jahrhundert trat die praxisorientierte Wissenschaft hinzu. So konnte auf relativ kleinem Raum in Zeiten konjunkturellen Aufschwungs wirtschaftlich effektive und gewinnbringende Strukturen geschaffen werden. Unter anderem war hier eine der Quellen dafür zu suchen, dass sich Sachsen mehrmals in der Geschichte als wirtschaftliche Macht innerhalb Deutschlands und Mitteleuropas behaupten konnte. In Zeiten der Rezession allerdings, die über Jahrhunderte mit der Entwicklung des Silberpreises am Weltmarkt verknüpft war, mussten Alternativen gefunden werden. Diese bestanden dann zum Beispiel in Heimarbeit im oberen Erzgebirge und in der Land- und Forstwirtschaft.
Der Landkreis war zuletzt von Hochtechnologien wie Solartechnik und Recycling hochwertiger Stoffe, vom Dienstleistungssektor und vom Tourismus geprägt, durch ihn führten die Silberstraße und die Deutsche Alleenstraße. Im Norden des Kreises war die Fürstenstraße der Wettiner und von Norden nach Süden die Alte Salzstraße durch Mittelsachsen im Aufbau. In Freiberg selbst waren durch Hochtechnologie und Wissenschaft Ansätze zu einem wirtschaftlichen Cluster gegeben. Land- und Forstwirtschaft spielten eine nur noch untergeordnete Rolle. Der Westteil des Kreises war wirtschaftlich eng mit dem Ballungsraum Chemnitz-Zwickau verbunden.
Ab dem 20. Jahrhundert gab es mit zunehmender Tendenz Tagespendler in die Ballungsräume Dresden, Chemnitz-Zwickau und auch Leipzig-Halle.

### Verkehr
Das Kreisgebiet wurde an der Nordgrenze von der Bundesautobahn 4 und dem Dreieck Nossen (Bundesautobahn 14) tangiert und durch eine Autobahnanschlussstelle (Siebenlehn) erschlossen. Von Nord nach Süd verlief die Bundesstraße 101 über Großschirma, Freiberg und Brand-Erbisdorf, von West nach Ost die Bundesstraße 173 über Flöha, Oederan und Freiberg, die sich in der Kreisstadt kreuzten. Von Ost nach Südwest wurde das Kreisgebiet von der Bundesstraße 171, die über die Städte Frauenstein und Sayda verlief, durchschnitten. Es existierte ein dichtes Netz von Staatsstraßen sowie Kreis- und Ortsverbindungsstraßen.
Das Gebiet des Landkreises Freiberg war in den Verkehrsverbund Mittelsachsen (VMS) mit gemeinsamem Tarif für Bahn und Bus integriert. Der ÖPNV wurde durch das Freiberg und Brand-Erbisdorf verbindende Stadtlinienbusnetz (7 Linien) repräsentiert. Flöha verfügte ebenfalls über ein Stadtlinienbusnetz. Der traditionell sehr dichte Überlandverkehr wurde durch verschiedene Bus-Gesellschaften bedient.
Das Eisenbahnnetz war ehedem sehr dicht. Zuletzt verliefen durch den Kreis nur die Bahnstrecke Dresden–Werdau, Teil der Sachsen-Franken-Magistrale, die Strecken Flöha–Annaberg, Reitzenhain–Flöha, Pockau-Lengefeld–Neuhausen und die Freiberger Muldentalbahn nach Holzhau. Über einen Eisenbahnanschluss (Normalspur) verfügten neben Brand-Erbisdorf ehemals auch Halsbrücke, Langenau, Großhartmannsdorf, Großschirma, Siebenlehn sowie Deutschneudorf.
Ein Verkehrsmittel der besonderen Art ist die Drahtseilbahn Augustusburg, die vom Zschopautal (Erdmannsdorf) zum Jagdschloss Augustusburg verkehrt.
In Langhennersdorf bei Freiberg existierte ein Flugplatz.

## Landräte
- Eberhard Löffler (CDU) (1994–2001)
- Volker Uhlig (CDU) (2001–2008)

### Partnerlandkreise
Der Landkreis Freiberg pflegte von 1994 bis 2008 eine Partnerschaft zum Landkreis Calw in Baden-Württemberg.

## Städte und Gemeinden
(Einwohnerzahlen vom 31. Dezember 2006)
| Städte 1. Augustusburg (5.152) 2. Brand-Erbisdorf (11.087) 3. Flöha (10.492) 4. Frauenstein (3.253) 5. Freiberg (42.897) 6. Großschirma (6.084) 7. Oederan (7.913) 8. Sayda (2.180) Verwaltungsgemeinschaften - Verwaltungsgemeinschaft Flöha mit den Mitgliedsgemeinden Falkenau und Flöha - Verwaltungsgemeinschaft Freiberg mit den Mitgliedsgemeinden Freiberg und Hilbersdorf - Verwaltungsgemeinschaft Lichtenberg/Erzgeb. mit den Mitgliedsgemeinden Lichtenberg/Erzgeb. und Weißenborn/Erzgeb. - Verwaltungsgemeinschaft Oederan mit den Mitgliedsgemeinden Frankenstein und Oederan - Verwaltungsgemeinschaft Sayda mit den Mitgliedsgemeinden Dorfchemnitz und Sayda | Gemeinden 1. Bobritzsch (4.621) 2. Dorfchemnitz (1.785) 3. Eppendorf (4.721) 4. Falkenau (2.040) 5. Frankenstein (1.208) 6. Großhartmannsdorf (2.807) 7. Halsbrücke (5.572) 8. Hilbersdorf (1.427) 9. Leubsdorf (3.905) 10. Lichtenberg/Erzgeb. (2.957) 11. Mulda/Sa. (2.874) 12. Neuhausen/Erzgeb. (3.204) 13. Niederwiesa (5.237) 14. Oberschöna (3.679) 15. Rechenberg-Bienenmühle (2.278) 16. Reinsberg (3.247) 17. Weißenborn/Erzgeb. (2.723) |

## Kfz-Kennzeichen
Anfang 1991 erhielt der Landkreis das Unterscheidungszeichen FG. Es wird im Landkreis Mittelsachsen durchgängig bis heute ausgegeben.